# Museu Municipal de Ferreira do Alentejo
O Museu Municipal de Ferreira do Alentejo é um edifício histórico na vila de Ferreira do Alentejo, no Distrito de Beja, em Portugal. Está situado na Casa Agrícola Jorge Ribeiro de Sousa, igualmente conhecida como Casa dos Morgados da Apariça.

## Descrição
O edifício foi classificado como Imóvel de Interesse Municipal, e alberga o Museu Municipal de Ferreira do Alentejo. A casa tem as características típicas de um edifício nobre da segunda metade do século XIX, sendo constituído por dois pisos mais um sótão. O piso térreo foi originalmente utilizado como área de apoio às actividades agrícolas, com uma adega, um armazém e um celeiro. As cavalariças estavam situadas no outro lado da mesma artéria. A casa forma um gaveto, com a fachada central na Rua Conselheiro Júlio de Vilhena, enquanto que as traseiras dão para a Rua D. Nuno Álvares Pereira, onde tem um portão rematado com um frontão de aletas e fogaréus, e uma placa com o monograma R. S., de Ribeiro de Sousa. A fachada principal da casa é ponteada por vãos de verga recta, com janelas de sacada no segundo piso, que possuem grades de ferro em barrinha.
No interior do edifício, o primeiro piso possui coberturas em abóbada, suportadas por pilastras de alvenaria, e um átrio de acesso que também serve para a Biblioteca Municipal, no prédio ao lado.

## História
A Casa Agrícola Jorge Ribeiro de Sousa foi construída em data desconhecida, embora tenha várias características arquitectónicas típicas dos finais do Século XIX. O nome da casa veio do seu proprietário, Jorge Ribeiro de Sousa, que foi herdeiro da Morgada da Apariça e dos condes de Avilez e da Boa Vista. A casa era definida como agrícola, porque servia de apoio às grandes extensões de terreno cultivado que a família Avilez possuía no Alentejo, especialmente na zona de Santiago do Cacém.
Em 1976, a casa passou a ser propriedade da autarquia, que a utilizou para várias funções, incluindo armazém para materiais e base dos escuteiros, e como sede para vários serviços municipais, como Serviços Externos e Obras, Conselho Desportivo Municipal, e, entre 1996 e 2002, Serviço Histórico Museológico. Passou depois a albergar o Museu Municipal, que foi inaugurado em 22 de Outubro de 2004. Apesar do edifício ter sofrido obras por diversas vezes, de forma a adaptá-lo às suas funções, as fachadas não foram modificadas, tendo sido apenas alvo de um processo de recuperação. As cornijas que rematam as fachadas e as pilastras dos cunhais estão decoradas com estuques em relevo.

## Ligações Externas
- Casa Agrícola Jorge Ribeiro de Sousa na base de dados Ulysses da Direção-Geral do Património Cultural
- Casa dos Morgados da Apariça / Casa Agrícola Jorge Ribeiro de Sousa / Museu Municipal de Ferreira do Alentejo na base de dados SIPA da Direção-Geral do Património Cultural
- «Fotografia da Casa Agrícola Jorge Ribeiro de Sousa, no sítio electrónico PBase»
- «Página sobre o Museu Municipal de Ferreira do Alentejo, no portal Museus de Portugal»